# Tanegashima
Tanegashima (japanisch 種子島 ‚Insel von Tane‘) ist eine Insel im Süden Japans. Sie gehört zur Präfektur Kagoshima.
Auf Tanegashima befindet sich im Südosten am Kap Takezaki der japanische Weltraumbahnhof, das Tanegashima Space Center. Auch die japanische Weltraumagentur hat dort ihren Sitz.
Die Insel ist 444,30 km² groß.
Auf der Insel befinden sich die kreisfreie Stadt Nishinoomote sowie die Gemeinden Nakatane und Minamitane des Landkreises Kumage.
Nishinoomote ist seit 1992 die Partnerstadt von Vila do Bispo in Portugal.
Historische Bedeutung bekam die Insel im Jahr 1543, als ein chinesisches Schiff, das die Portugiesen Antônio da Mota, Antônio Peixoto und Francisco Zeimoto an Bord hatte, am Kap Kadokura (門倉崎, Kadokura-saki) im Süden der Insel auflief. Dies war der erste Kontakt zwischen Europäern und Japanern, durch den im weiteren Verlauf mit dem Tanegashima-Gewehr auch die erste westliche Feuerwaffe eingeführt wurde.

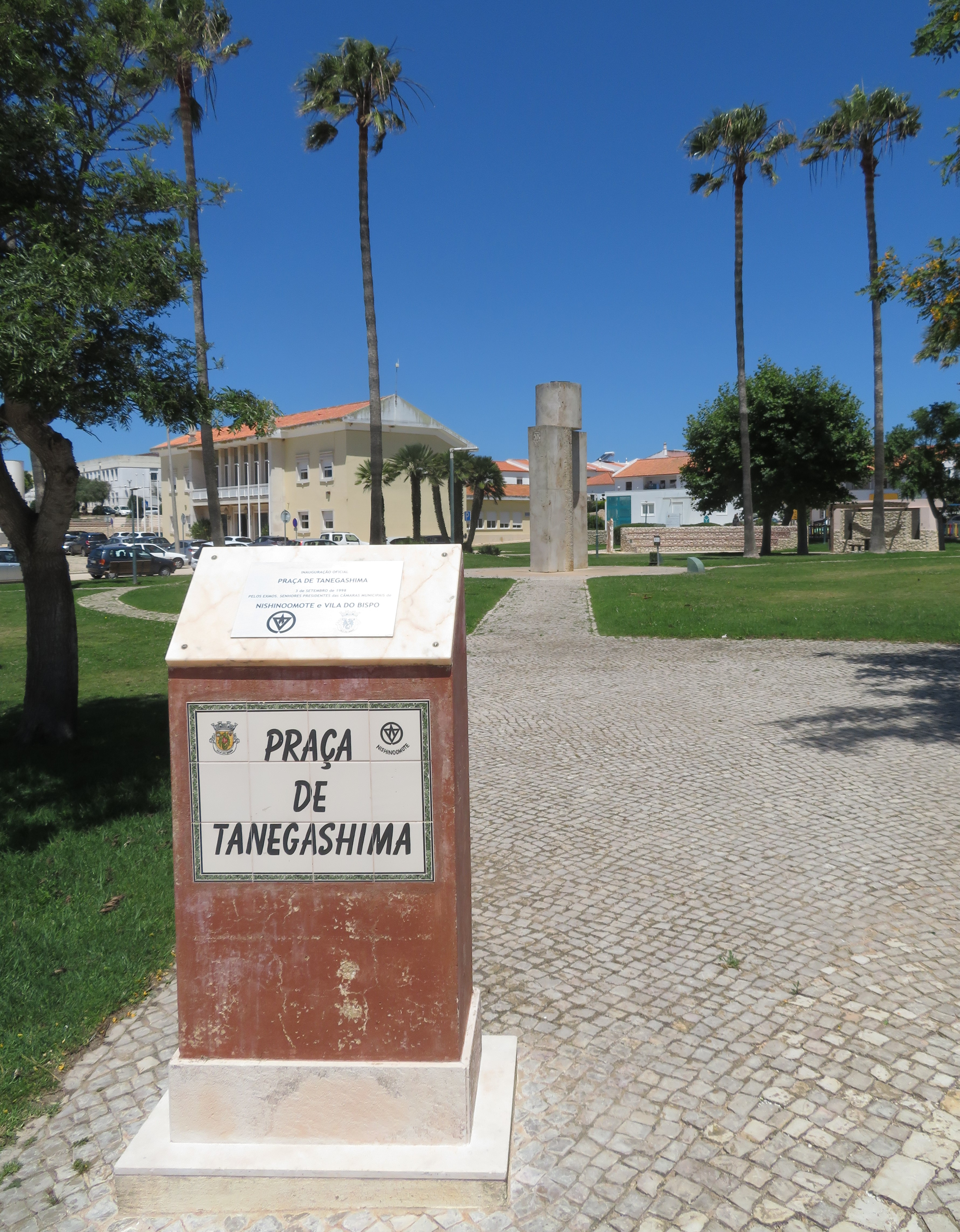
Zentraler Platz Praça de Tanegashima in Vila do Bispo in Portugal

Einer der wichtigsten Plätze der Stadt Vila do Bispo an der Algarve in Portugal, die Praça de Tanegashima, ist nach  Tanegashima benannt. Es ist überliefert, dass viele Entdeckungsreisen der Portugiesen von den Häfen in Sagres und Lagos – beide Orte liegen in der Nähe von Vila do Bispo – ihren Ausgang nahmen, und dass der Prinz Heinrich der Seefahrer (1394–1460), der die Entdeckungsreisen in jeder Hinsicht unterstützte, die Kirche Nossa Senhora de Guadalupe in der Nähe der Stadt nicht selten zum Gebet aufsuchte. Es ist daher nicht auszuschließen, dass manche der Seeleute, die im Laufe der Jahre Tanegashima erreichten, aus Vila do Bispo stammten, so dass ein Bezug der Stadt zur Insel Tanegashima durchaus gegeben ist.